# Renate Riebandt-Kaspar
Renate Riebandt-Kaspar (ur. 31 marca 1960) – niemiecka szpadzistka reprezentująca też RFN, trzykrotna medalistka mistrzostw świata.

## Kariera sportowa
Podczas mistrzostw świata w Orleanie w 1988 roku reprezentantki RFN w składzie: Carmen Engert, Eva-Maria Ittner, Sabine Krapf, Renate Riebandt-Kaspar i Ute Schäper zdobyły złoty medal w zawodach drużynowych. Wynik ten powtórzyła na mistrzostwach świata w Lyonie w 1990 roku, a na mistrzostwach świata w Hawanie dwa lata później zdobyła srebrny medal.. 
Nigdy nie wzięła udziału w igrzyskach olimpijskich.
Zdobyła brązowy medal w szpadzie indywidualnej na mistrzostwach Europy w Lizbonie w 1992 roku.